# Challenger de Génova 2013
El AON Open Challenger 2013 fue un torneo de tenis profesional que se jugó en canchas de tierra batida. Se trató de la 11.ª edición del torneo que forma parte del ATP Challenger Tour 2013 . Tuvo lugar en Génova, Italia entre el 2 de septiembre y el 8 de septiembre de 2013.

## Jugadores participantes del cuadro de individuales

### Cabezas de serie
| País                       | Jugador             | Rank1 | Favorito |
| Bandera de España          | Albert Montañés     | 44    | 1        |
| Bandera de España          | Albert Ramos        | 75    | 2        |
| Bandera de España          | Pablo Carreño Busta | 76    | 3        |
| Bandera de Italia          | Paolo Lorenzi       | 80    | 4        |
| Bandera de Rusia           | Andrey Kuznetsov    | 83    | 5        |
| Bandera de Italia          | Filippo Volandri    | 101   | 6        |
| Bandera de República Checa | Jan Hájek           | 103   | 7        |
| Bandera de Rusia           | Teimuraz Gabashvili | 122   | 8        |
| -------------------------- | ------------------- | ----- | -------- |

- 1 Se ha tomado en cuenta el ranking del día 26 de agosto de 2013.

### Otros participantes
Los siguientes jugadores recibieron una invitación (wild card), por lo tanto ingresan directamente al cuadro principal (WC):
- Albert Montañés
- Gianluca Mager
- Francesco Picco
- Andrey Kuznetsov

Los siguientes jugadores ingresan al cuadro principal tras disputar el cuadro clasificatorio (Q):
- Enrico Burzi
- Janez Semrajc
- Carlos Gómez-Herrera
- Moritz Baumann

Los siguientes jugadores ingresan al cuadro principal como alternativos (Alt):
- Kristijan Mesaros

## Jugadores participantes en el cuadro de dobles

### Cabezas de serie
| País                | Jugador           | País                  | Jugador       | Rank1 | Favorito |
| Bandera de Italia   | Daniele Bracciali | Bandera de Austria    | Oliver Marach | 121   | 1        |
| Bandera de Polonia  | Mateusz Kowalczyk | Bandera de Eslovaquia | Igor Zelenay  | 173   | 2        |
| Bandera de Alemania | Dustin Brown      | Bandera de Alemania   | Philipp Marx  | 173   | 3        |
| Bandera de Croacia  | Marin Draganja    | Bandera de Croacia    | Mate Pavić    | 205   | 4        |
| ------------------- | ----------------- | --------------------- | ------------- | ----- | -------- |

- 1 Se ha tomado en cuenta el ranking del día 26 de agosto de 2013.

## Campeones

### Individual Masculino
- Dustin Brown derrotó en la final a  Filippo Volandri por 7-6(5), 6-3.

### Dobles Masculino
- Daniele Bracciali /  Oliver Marach  derrotaron en la final a  Marin Draganja /  Mate Pavić por 6-3, 2-6, [11-9]